# Kongana-Wald-Moschusspitzmaus

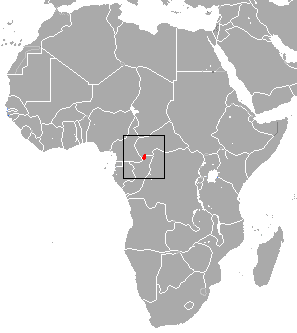
Region in der das Typusexemplar gefunden wurde, Population in Gabun nicht markiert

Die Kongana-Wald-Moschusspitzmaus (Sylvisorex konganensis) zählt zur Gattung der Wald-Moschusspitzmäuse und ist mit zwei disjunkten Populationen aus dem zentralen Afrika bekannt. Die Art ist nah mit der Großen Waldspitzmaus (Sylvisorex ollula) verwandt. Der Name bezieht sich auf das Feldlager der Forscher, in dessen Nähe das Typusexemplar gefunden wurde.

## Merkmale
Ein Exemplar dieser Spitzmaus war ohne Schwanz 64 mm lang, hatte einen 36 mm langen Schwanz, etwa 11 mm lange Hinterfüße, Ohren von 8 mm Länge und wog 3 g. Das graubraune Fäll erscheint an der Unterseite, an den Extremitäten und an den Ohren heller. Typisch sind lange Finger und Zehen an Händen und Füßen. Der graubraune Schwanz trägt nahe am Körper längere feine Borsten und in der zweiten Hälfte kurze Borsten. In jeder Seite des Oberkiefers bilden der Eckzahn und die angrenzenden Schneidezähne und Prämolaren vier einspitzige Zähne.

## Verbreitung
Funde sind aus dem Grenzbereich zwischen der Zentralafrikanischen Republik und der Republik Kongo sowie aus dem südwestlichen Gabun bekannt. Die Kongana-Wald-Moschusspitzmaus lebt in feuchten tropischen Wäldern im Flachland. Zum Verhalten ist nichts bekannt.

## Gefährdung
Informationen zur Größe der Population und zu möglichen Bedrohungen liegen nicht vor. Die IUCN listet die Art mit unzureichende Datenlage (data deficient).